# Synodontis macrops
Synodontis macrops là một loài cá thuộc họ Mochokidae. Nó là loài đặc hữu của Uganda. Môi trường sống tự nhiên của nó là các con sông.